# كلاي كول
كلاي كول (بالإنجليزية: Clay Cole)‏ هو مقدم تلفزيوني ودي جيه أمريكي، ولد في 1938 في يونغزتاون في الولايات المتحدة، وتوفي في 18 ديسمبر 2010 في أوك أيلاند في الولايات المتحدة.

## وصلات خارجية
- كلاي كول على موقع IMDb (الإنجليزية)
- كلاي كول على موقع ميوزك برينز (الإنجليزية)
- كلاي كول على موقع ديسكوغز (الإنجليزية)